# کوزیمو فانچلی
کوزیمو فانچلی (ایتالیایی: Cosimo Fancelli؛ ‏ ۱ ژوئیهٔ ۱۶۱۸ – ۳ آوریل ۱۶۸۸) مجسمه‌ساز سبک باروک اهل ایتالیا بود.
وی در ساخت مجسمه‌ها و تزئین داخلی برخی کلیساهای رم با پیترو دا کورتونا همکاری کرد و یکی از مجسمه‌های پل سانت‌آنجلو به نام فرشته با روبندهٔ توری (رخ‌پوشِ ورونیکا) از آثار اوست. او در دکوراسیون کلیساهای سانتی لوکا ئه مارتینا، سانتا ماریا دلا پاچه، سانتا ماریا در ویا لاتا و سان کارلو آل کورسو و ساخت طاق قوسیِ سرداب سانتا ماریا در والیچلا نقش داشت.